# Rouffiac-des-Corbières
Rouffiac-des-Corbières (okzitanisch Rofiac de las Corbièras) ist eine französische Gemeinde mit 71 Einwohnern (Stand 1. Januar 2022). Sie liegt im Département Aude in der Region Okzitanien. Die Einwohner der Gemeinde heißen Rouffiacais.

## Lage
Rouffiac-des-Corbières liegt in der geographischen Region Corbières im Tal der Verdouble. Das Gemeindegebiet ist Teil des Regionalen Naturparks Corbières-Fenouillèdes.
Der Dolmen von Trillol liegt 800 m von Le Trillol bei Rouffiac-des-Corbières.

## Bevölkerungsentwicklung
| Jahr      | 1962 | 1968 | 1975 | 1982 | 1990 | 1999 | 2016 |
| --------- | ---- | ---- | ---- | ---- | ---- | ---- | ---- |
| Einwohner | 150  | 131  | 115  | 101  | 88   | 83   | 89   |

## Weinbau
Ein Teil der landwirtschaftlichen Flächen dient dem Weinbau und die Weinberge liegen innerhalb der geschützten Herkunftsbezeichnung Corbières.

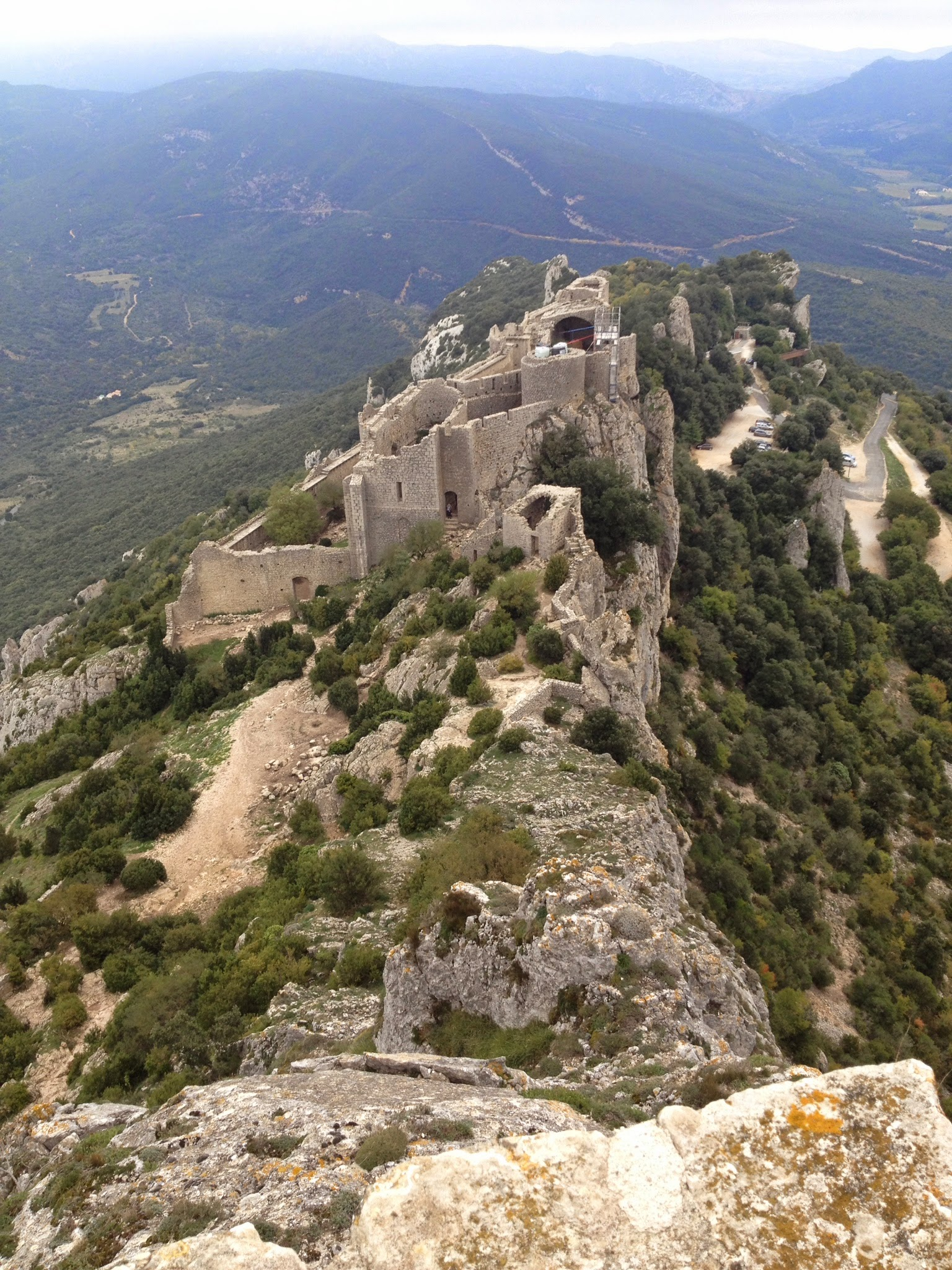
Rouffiac-des-Corbières